# Aeroportul Kosciusko-Attala County
Aeroportul Kosciusko-Attala County (IATA: OSX, ICAO: KOSX, FAA LID: OSX) este un aeroport din Comitatul Attala, Mississippi, Statele Unite ale Americii. Aeroportul a fost tranzitat în 2019 de 2 pasageri.
Situat la o altitudine de 150,69312 m, aeroportul dispune de 1 pistă.

## Infrastructură

### Piste
Aeroportul dispune de o singură pistă. Pista 14/32 are suprafața de asfalt și dimensiunile 5.009 picioare × 75 picioare. 